# Fosco Becattini
Fosco Becattini (Sestri Levante, 1925. március 16. – 2016. december 14.) válogatott olasz labdarúgó, hátvéd, edző.

## Pályafutása

### Klubcsapatban
Az US Sestri Levante csapatában kezdte a labdarúgást, ahol 1943-44-ben az első csapatban is bemutatkozott. A második világháború után a Genoa együttesében folytatta pályafutását. 16 idényen át szerepelt a Genoában ebből 13-szor az élvonalban, háromszor a másodosztályban. A második a Genoa csapatában legtöbbször szerepeltek listáján 425 mérkőzéssel. Ebből 338 volt élvonalbeli találkozó, amelyeken egy gólt szerzett. 1961-ben vonult vissza az aktív labdarúgástól.

### A válogatottban
1949-ben két alkalommal szerepelt az olasz válogatottban. 1949. március 27-én Madridban egy Spanyolország elleni barátságos mérkőzésen mutatkozott be a válogatottban, ahol 3–1-es olasz győzelem született. 1949. június 2-án Budapesten Magyarország ellen lépett másodszor pályára a válogatottban, Európa-kupa mérkőzésen, ahol 1–1-es döntetlennel ért végett a találkozó.

### Edzőként
A Rapallo csapatának a vezetőedzőjeként kezdte edzői tevékenységét. 1971-72-ben és 1974-75-ben nevelőegyesülete, az US Sestri Levante szakmai munkáját irányította.

## Sikerei, díjai
Genoa
- Olasz bajnokság (másodosztály) – Serie B
  - bajnok: 1952–53